# Moorhouse (South Yorkshire)
Moorhouse – przysiółek w Anglii, w South Yorkshire, w dystrykcie metropolitalnym Doncaster. W latach 1870–1872 osada liczyła 53 mieszkańców.